# William E. Chandler

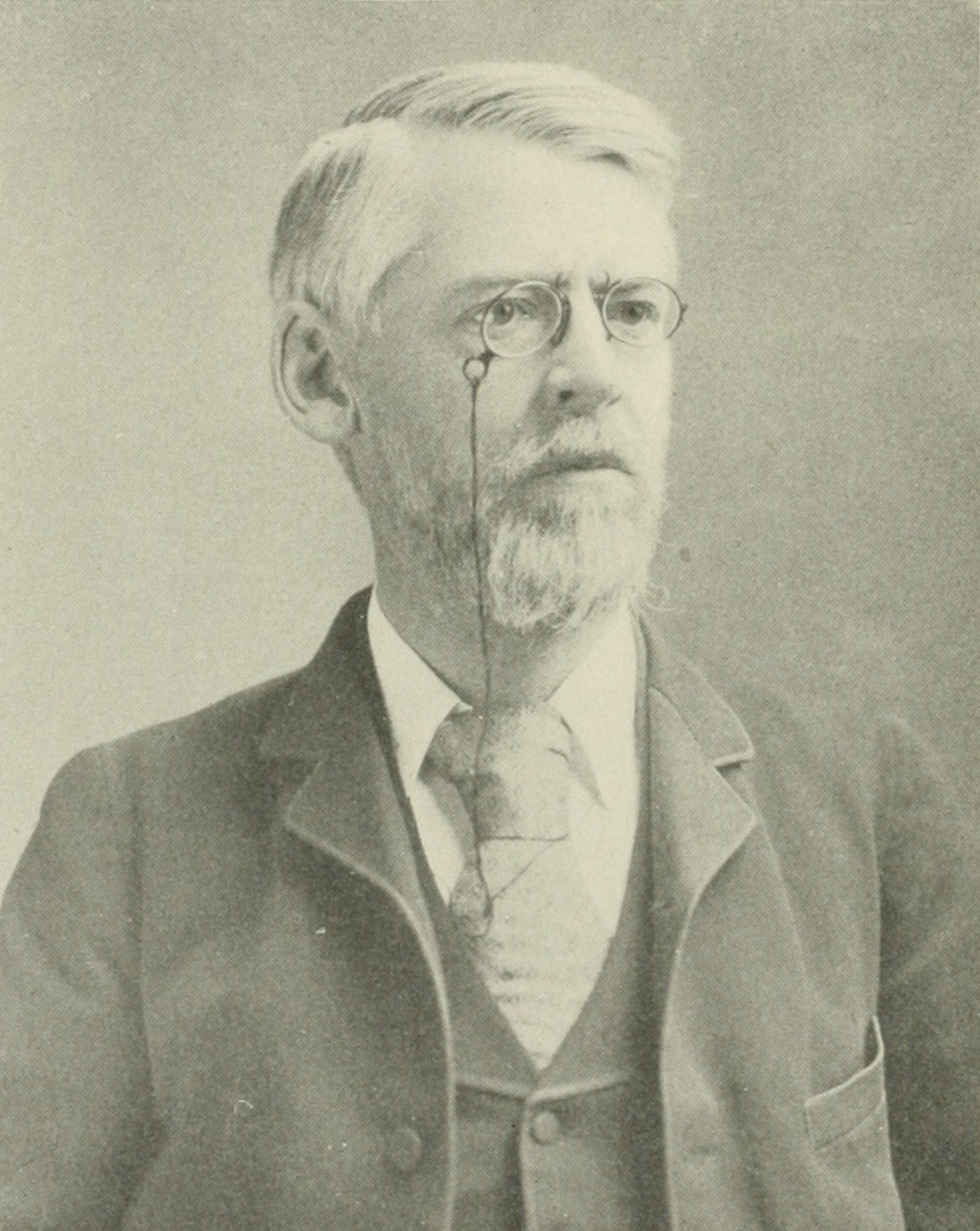
William E. Chandler

William Eaton Chandler (* 28. Dezember 1835 in Concord, New Hampshire; † 30. November 1917 ebenda) war ein US-amerikanischer Politiker (Republikanische Partei). Er gehörte dem US-Senat an und amtierte als Marineminister im Kabinett von Präsident Chester A. Arthur.

## Leben
William Chandler besuchte zunächst die öffentlichen Schulen, später Privatschulen in Thetford (Vermont) und Pembroke. Er studierte an der Law School der Harvard University, machte dort 1854 seinen Abschluss und wurde im folgenden Jahr in die Anwaltskammer aufgenommen, woraufhin er in Concord als Jurist zu praktizieren begann. 1859 wurde er zum Reporter of Decisions am Obersten Gerichtshof von New Hampshire berufen; in dieser Funktion war er für die Veröffentlichung der Entscheidungen des Gerichts verantwortlich.
Sein erstes politisches Amt übernahm Chandler 1862 als Abgeordneter im Repräsentantenhaus von New Hampshire, dem er bis 1864 angehörte; zeitweise war er dort der Speaker. US-Präsident Abraham Lincoln ernannte ihn 1865 zum Judge Advocate General des Marineministeriums. Später übernahm er das Amt des stellvertretenden Finanzministers, das er aber bereits 1867 niederlegte.
Chandler verließ Washington, D.C. und kehrte nach New Hampshire zurück. Dort war er während der 1870er-Jahre und zu Beginn des folgenden Jahrzehnts als Zeitungsverleger und Redakteur tätig. Er engagierte sich auch weiterhin politisch als Mitglied des staatlichen Verfassungskonvents im Jahr 1876 sowie erneut als Abgeordneter im Repräsentantenhaus im Jahr 1881.
1882 kehrte William Chandler nach Washington zurück, nachdem ihn Präsident Arthur mit der Leitung des Marineministeriums betraut hatte. Er trat sein Amt am 16. April 1882 an und setzte die von seinem Vorgänger William H. Hunt begonnene Modernisierung der Flotte fort. Die Rettung der Polarexpedition von Adolphus Greely im Jahr 1883 wurde unter seiner Federführung geplant. Mit dem Ende der Amtszeit des Präsidenten schied auch Chandler am 4. März 1885 aus der Regierung aus.
Nach dem Tod von US-Senator Austin F. Pike am 8. Oktober 1886 wurde William Chandler zu dessen regulärem Nachfolger gewählt; Person Colby Cheney hatte das Amt kommissarisch ausgeübt. Chandler nahm seinen Sitz am 14. Juni 1887 ein und wurde zum Ende der auslaufenden Legislaturperiode ebenso wiedergewählt wie im Jahr 1895, sodass er bis zum 3. März 1901 im Senat verblieb. Im Jahr 1900 verpasste er die erneute Nominierung durch seine Partei. Während seiner Zeit stand Chandler mehreren Ausschüssen vor.
Präsident William McKinley berief Chandler nach dessen Ausscheiden aus dem Senat zum Präsidenten der Spanish Claims Treaty Commission, was er bis 1908 blieb. Danach arbeitete er wieder als Jurist in Washington und Concord. In seiner Heimatstadt starb er im Jahr 1917.
Im Gedenken an den ehemaligen Marineminister wurde der Zerstörer USS Chandler (DD-206) nach ihm benannt. Der Chandler River in Alaska trägt seinen Namen.